# Where We Stand
Where We Stand – drugi album zespołu Yellowcard wydany w 1999 roku (reedycje w 2004 i 2005) przez Takeover Records.

## Lista utworów
1. "Lesson Learned" – 3:22
2. "Time Will Tell" – 3:58
3. "Sue" – 2:24
4. "April 20th" – 2:55
5. "Uphill Both Ways" – 3:58
6. "Kids" – 2:42
7. "Doesn't Matter" – 2:54
8. "Sorry Try Again" – 1:44
9. "Anywhere But Here" – 3:13
10. "On The Brink" – 7:26